# ناحیه ادامز، شهرستان دفیانس، اوهایو
ناحیه ادامز، بخش دفیانس، اوهایو (به انگلیسی: Adams Township, Defiance County, Ohio) در ایالات متحده آمریکا است که در اوهایو واقع شده‌است.

## خصوصیات
ناحیه ادامز ۹۲٫۳ کیلومترمربع مساحت و ۹۹۹ نفر جمعیت دارد و ۲۲۴ متر بالاتر از سطح دریا واقع شده‌است.